# Перекша
Перекша — река в России, протекает в Мосальском районе Калужской области. Правый приток реки Пополта.

## География
Река Перекша берёт начало в болоте Шатино. Течёт на восток. Устье реки находится рядом с посёлком Почернино в 16 км по правому берегу реки Пополта. Длина реки составляет 50 км. Площадь водосборного бассейна 520 км².
На реке расположены следующие населённые пункты: Шиши, Дубровки, Василево, Вязичня, Лисутино, Бухоново, Тиханово, Свирково и Груздово.
На правом берегу Перекши находится археологический памятник — городище Спас-Перекша.

## Данные водного реестра
По данным государственного водного реестра России относится к Окскому бассейновому округу, водохозяйственный участок реки — Угра от истока и до устья, речной подбассейн реки — Бассейны притоков Оки до впадения Мокши. Речной бассейн реки — Ока.
Код объекта в государственном водном реестре — 09010100412110000021276.

### Притоки (км от устья)
- 17 км: река Свотица (пр)